# Philippine Wolff-Arndt
Philippine Wolff-Arndt, née le 1er octobre 1849 à Francfort-sur-le-Main et morte le 4 juin 1940 à Paris, est une peintre allemande. Bien que l'accès à la formation artistique soit difficile à son époque, elle exerce ce métier tout au long de sa vie.  
Philippine Wolff-Arndt joue un rôle important dans le soutien aux artistes féminines à Leipzig vers 1900. Elle se bat pour que la Hochschule für Grafik und Buchkunst Leipzig soit la première académie d'art en Allemagne à admettre les femmes étudiantes et cofonde l'Association des femmes artistes de Leipzig (Künstlerinnenvereins Leipzig). 
Elle se joint au mouvement féministe et, avant la Première Guerre mondiale, elle est présidente de la branche de Leipzig du Deutscher Verband für Frauenstimmrecht (Association allemande pour le droit de vote des femmes).

## Biographie

### Jeunesse et formation
Philippine Arndt est née à Francfort-sur-le-Main le 1er octobre 1849, dans une famille aisée financièrement,. De 1865 à 1875, elle suit les cours de dessin auprès de la peintre Caroline Ziefraß,.  
Après quelques années, elle estime devoir accéder à un enseignement plus poussé et demande à ses parents de l'aider à entrer au Städelsche Zeicheninstitut de Francfort-sur-le-Main. Ses parents, bien que peu enthousiastes, la soutiennent tout de même dans ses démarches. En attendant, Philippine Arndt étudie pendant un an au Göbelschen Dameninstitut (Institut des femmes de Göbel) et suit des cours auprès du peintre Angilbert Göbel,. 
Contrairement aux prévisions, elle est admise au Städelsche Zeicheninstitut et y poursuit ses études. Là, les étudiants des deux sexes sont séparés. De plus, les femmes ne se voient pas proposer la même variété de cours que les étudiants de sexe masculin. Elles n'ont notamment pas le droit de dessiner de nus bien qu'elles parviennent à organiser des séances de pose en secret. Les natures mortes et les paysages deviennent donc des spécialités de l'"art féminin" ,.
Philippine Arndt s'intéresse particulièrement au portrait. En 1874, elle passe un printemps à la campagne dans la région de Francfort-sur-le-Main et peint des femmes d'agriculteurs et des personnes vivant dans des conditions difficiles, ce qui éveille sa conscience sociale. L'année suivante, elle entre en contact avec le peintre Anton Burger qui la conseille dans sa peinture, au point de prendre la main sur sa toile « Il a dessiné et peint avec enthousiasme le tableau que j'avais commencé jusqu'à ce que quelque chose de complètement différent soit apparu sur la toile. Après son départ, je n'avais rien de plus urgent à faire que de transformer à nouveau le précieux « Burger » en un modeste « Arndt ». ». Il lui déconseille également de se marier et lui enjoint de faire ses valises immédiatement, si elle en avait l'intention.
Après ses cours de dessin au Städelsche Zeicheninstitut, elle se rend à Munich pour poursuivre ses études artistiques. Mais, ni l’académie ni les écoles des arts et métiers n’acceptant les femmes, elle réussit, grâce à des recommandations, à suivre des cours à l'Alte Pinakothek auprès de Franz von Lenbach qui lui fait faire des copies de maîtres anciens,. 
À l'hiver 1877-1878, elle fait un séjour en Italie de 1877 à 1879. Là, elle visite le Vatican, des monastères et des villas, et rejoint le cercle de dessin romain Circolo Chigi, avec qui elle fait de nombreuses excursions de dessin. Durant cette période, elle réalise de nombreuses études de têtes. Néanmoins, là non plus les femmes ne sont pas autorisées à dessiner des nus et ne peuvent participer qu'au cours de peinture de costumes.   

### Carrière à Leipzig
Vers 1880, à l'âge de 32 ans, elle épouse Anton Heinrich Wolff (1854-1917 ?) à Francfort-sur-le-Main et s'installe avec lui à Leipzig où le jeune homme d'affaires prend la direction d'une entreprise. Heinrich Wolff est également un violoniste de talent. Leurs trois enfants : Constanze, Erich et Oscar, naissent à Leipzig.  
Elle y travaille comme peintre et fait de nombreux portraits de personnalités connues, comme Henriette Goldschmidt. Elle doit souvent lutter contre les préjugés : ses œuvres sont très appréciées, mais dès qu'il s'avère qu'elles sont l'œuvre d'une femme, des commentaires désobligeants suivent. 
Elle participe à diverses expositions, comme en 1892 à l'« Exposition de peintures d'artistes saxons » au Palais Brühlschen[Lequel ?] à Dresde. La critique remarque particulièrement ses portraits du géographe Julius Löwenberg, de l'actrice Borchardt et de la violoniste Edith Robinson.
En 1894, elle participe à l'exposition des femmes artistes de Leipzig : « Philippine Wolff-Arndt a exposé deux têtes d'étude vives et un grand portrait, un monsieur avec un violoncelle. La tête est éminemment spirituelle et merveilleusement capturée (Lina Burger) ». En 1897, elle est présente à la Kunstschau der Sächsisch-Thüringischen Industrie- und Gewerbe-Ausstellung (STIGA).

### Action en faveur des femmes artistes
À la fin du xixe siècle, de nombreuses femmes artistes travaillent à Leipzig mais elles ont beaucoup de mal à s'affirmer. Philippine Wolff-Arndt fonde alors en 1896 avec Charlotte Windscheid, la Künstlerinnenverein Leipzig, Association des femmes artistes de Leipzig, qui a comme objectif principal de favoriser l'entraide et le réseautage. L'association propose, entre autres, des cours donnés par des artistes renommés et des expositions et permet la vente d'œuvres dans sa boutique. Philippine Wolff-Arndt en est la vice-présidente, puis la présidente,,.
Elle déplore le manque de formations de qualité pour les femmes artistes. En 1901, elle réussit à convaincre le nouveau directeur de la Königliche Akademie für Grafik und Buchgewerbe de Leipzig (Académie royale du graphisme et du livre), Max Seliger, d'admettre des élèves femmes dans son école qui devient ainsi la première école d'art en Allemagne où les femmes sont autorisées à étudier. En 1913, plus de femmes que d’hommes y étudient.

« Autrefois, si l'on voulait argumenter que le talent des femmes n'était pas égal à celui des hommes, on disait : pourquoi si peu de femmes se sont-elles distinguées dans les beaux-arts - on peut les compter - alors qu'ici rien n'a jamais été mis en travers de leur chemin, où toutes les opportunités leur ont toujours été ouvertes ! Les gens ont négligé le fait qu'une réussite complète – dans l'art comme dans la science – nécessite une préparation complète. »

— Frauen von Einst

### Action pour les droits des femmes
Pendant la Première Guerre mondiale, elle est une des cofondatrices du Wirtschaftlichen Vereinigung Bildender Künstler (Association économique des artistes visuels) et siège dans son conseil d'administration.

« La position désavantagée des femmes par rapport aux hommes m'était déjà apparue au cours de ma carrière artistique. De là, j'ai appris à comprendre à quel point il était devenu urgent de concevoir différemment l'éducation des femmes et donc le travail des femmes et comment le développement logique de ces revendications devaient également aboutir à la revendication de l'égalité politique. »

La jeune Philippine Wolff-Arndt assiste aux premières réunions de l'Association générale des femmes allemandes créée en 1865 par Louise Otto-Peters et Auguste Schmidt et plaide par la suite, à plusieurs reprises, en faveur de l’égalité politique des femmes. Elle est présidente d'honneur de la branche de Leipzig du Deutscher Verband für Frauenstimmrecht (Association allemande pour le droit de vote des femmes),.
En 1919, après la mort de son mari, Philippine Wolff-Arndt s'installe à Munich avec sa fille, la militante féministe et pacifiste Constanze Hallgarten. Celle-ci y dirige le groupe de la Ligue internationale des femmes pour la paix et la liberté (IFF) et est une des dirigeantes du mouvement pacifiste allemand. Les deux femmes font toutes deux partie de la délégation allemande à la Conférence internationale des femmes pour la paix (en) à La Haye en 1915, bien que, comme s'étonne Bailey Smith, aucune des deux ne mentionne ce fait dans son autobiographie.
Philippine Wolff-Arndt a son propre atelier à Munich et continue de peindre. Elle réalise surtout des natures mortes et des autoportraits. Elle ne cherche cependant plus à exposer car elle ne se sent plus la force de faire face à la critique qui continue à être féroce envers les femmes artistes,.

En 1929, elle publie son autobiographie « Wir Frauen von Einst. Erinnerungen einer Malerin » (Nous, les femmes d'antan. Souvenirs d’une peintre). Elle y raconte les luttes et les accomplissements des femmes artistes de sa génération dans le monde académique.

« Je repense à ma vie : quand il s'agit d’art, on peut appeler ça un combat. »

### Fin de vie
Après la prise du pouvoir par les nazis en 1933, Constanze Hallgarten et Philippine Wolff-Arndt émigrent en Suisse puis en France. Philippine Wolff-Arndt est probablement décédée dans un attentat à la bombe à Paris le 4 juin 1940, à l'âge de 91 ans.

## Œuvre

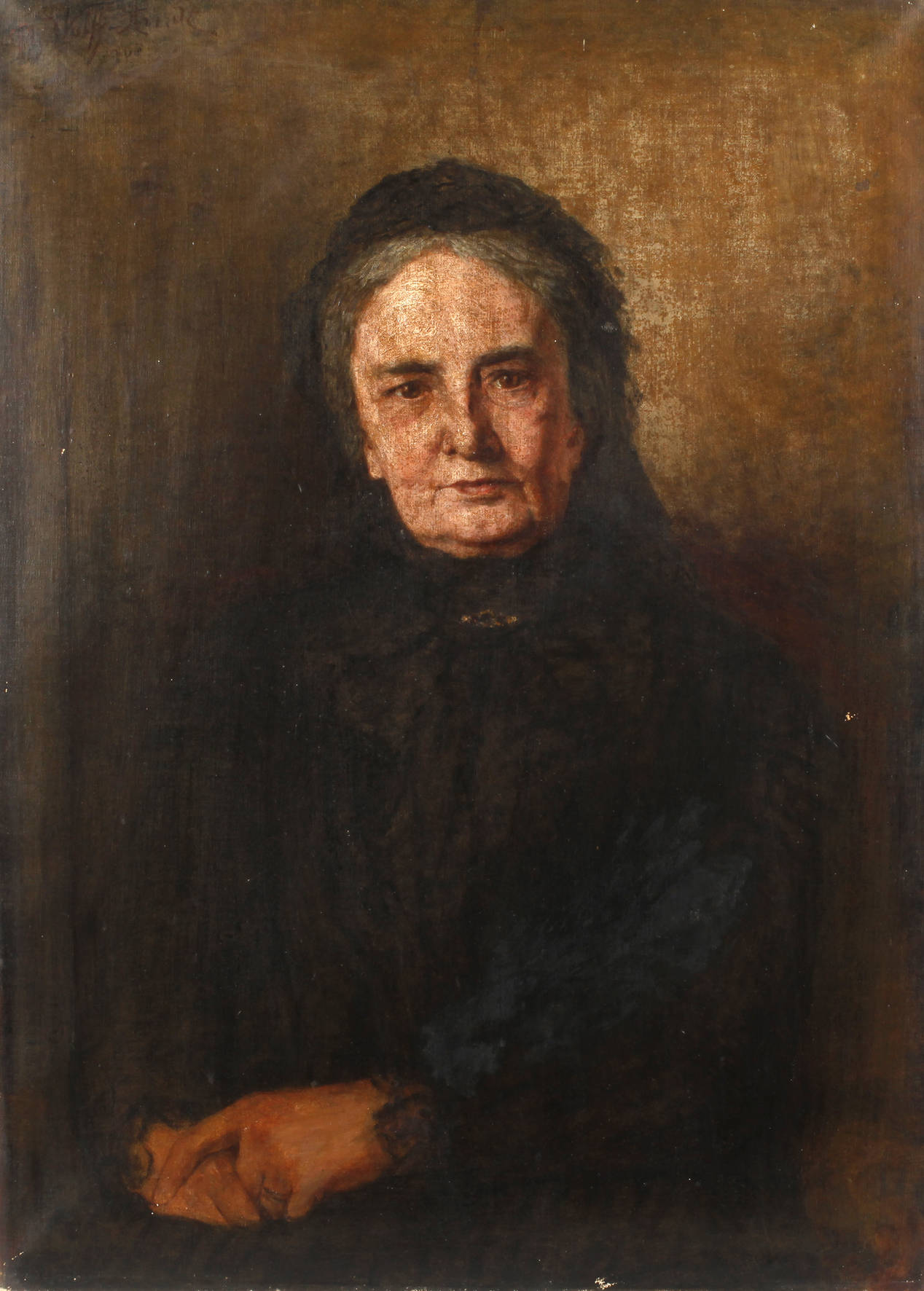
Philippine Wolff-Arndt, portrait de dame : portrait en pied d'une dame en robe noire, huile sur toile, signée et indistinctement datée en haut à gauche « Ph. Wolff-Arndt 1900”

L'intérêt de Philippine Wolff-Arndt pour la peinture de portraits apparaît très tôt. Une critique parue dans un journal de Francfort vers 1870 rapporte : 

« Deux portraits féminins peints par des femmes sont actuellement exposés à l'Institut Städel. Les deux artistes, Mesdemoiselles Marie Schulze et Philippine Arndt, révèlent un talent non négligeable et en même temps un certain courage qui s'aventure au-delà du domaine traditionnel de la nature morte assigné aux femmes pour atteindre les exigences bien plus élevées du portrait. »

En 1878, Elle réalise Porteuse d'eau dans la campagne, peinture à l'huile grandeur nature, pendant son séjour en Italie. À Leipzig, elle peint plusieurs œuvres commandées par des personnalités connues, notamment des portraits d'Otto von Corbin et d'Henriette Goldschmidt (en). Ce dernier est accroché à l'école Henriette Goldschmidt de Leipzig. Plus tard, elle réalise des autoportraits et des natures mortes qu'elle vend.   
Elle expose ses tableaux à plusieurs reprises dans le bâtiment de l'Association des Arts de Leipzig. Le peintre Hans Thoma lui suggère de s'essayer à la lithographie et elle réalise quelques portraits avec cette technique.  
L'influence de Franz von Lenbach, son professeur à la Pinacothèque est visible dans les portraits de Philippine Wolff-Arndt, Les sujets sont représentés éclairés sur un fond sombre et généralement vêtus de vêtements sombres.  
Certaines des œuvres de Philippine Wolff-Arndt sont représentées dans son autobiographie, mais, comme elle ne signait généralement pas ses œuvres, de son vaste travail, seuls le portrait d'Henriette Goldschmidt et deux portraits à l'huile du musée d'histoire de la ville de Leipzig qui ont été conservés sont reconnus comme étant de sa main. 
En 2022, Philippine Wolff-Arndt figure dans l'exposition Unterschätzt. Künstlerinnen in Leipzig um 1900 au Musée des Beaux-Arts de Leipzig. 

## Reconnaissance
Une rue de Leipzig porte le nom de Philippine-Arndt-Weg.

## Publication
- (de) Wir Frauen von Einst: Erinnerungen einer Malerin, E. Reinhardt, 1929, 102 p.